# Acqua alla gola (modo di dire)
Avere l'a
Avere l'a
Il suo significato letterale rimanda ad una situazione di annegamento, dove il livello dell'acqua raggiunge l'altezza della gola, di poco al di sotto delle vie respiratorie. Definisce inoltre una situazione disperata che offre poche e difficili possibilità di scampo. Si usa spesso in contesto economico per evidenziare situazioni complicate. È utilizzata anche per sottolineare circostanze in cui si ha poco tempo a disposizione per completare qualcosa.
Acqua alla gola è il titolo di un famoso film del 1958, diretto da Michael Anderson, nel quale il protagonista si trova in una situazione critica.